# Barbara Heller
Barbara Heller (* 6. November 1936 in Ludwigshafen am Rhein) ist eine deutsche Komponistin und Pianistin. Sie lebt in Darmstadt, im Odenwald und zeitweise auf der Kanareninsel La Gomera.

## Leben
Ihr Vater Eugen Heller war Restaurator für Kirchenkunst. Nach Ausbombung der elterlichen Wohnung zog die Familie 1943 nach Hammelbach, Kreis Bergstraße. 1948 kehrte sie nach Ludwigshafen zurück, 1949 zog sie nach Mannheim um, später wechselte Barbara Heller nach Köln und Darmstadt.
Barbara Heller studierte Musik in Mannheim und München. Von 1958 bis 1962 war sie Klavierdozentin an der Hochschule für Musik und Darstellende Kunst Mannheim. Kompositionsstudien bei Hans Vogt, Harald Genzmer und ein Kurzstipendium für Filmmusik in Siena sowie mehrere Stipendien zu den Internationalen Ferienkursen für Neue Musik in Darmstadt folgten.
Wichtige berufliche Stationen waren weiterhin die Verwaltung des Nachlasses des Darmstädter Komponisten Hermann Heiß und ab 1986 die Mitgliedschaft im Vorstand des Darmstädter Instituts für Neue Musik und Musikerziehung. Bis 1990 betrieb Heller stets die aktive Verbreitung von Werken von Komponistinnen als Pianistin. Außerdem setzt sie sich als Herausgeberin in der Serie „Frauen komponieren“ für die Veröffentlichung von historischer und neuer Musik von Komponistinnen ein. Ihre Kompositionen erscheinen in den Verlagen Schott und Furore. 2019 erhielt sie den Darmstädter Musikpreis.

## Werdegang
1949 machte sie erste autodidaktische Kompositionsversuche. Bei Helmut Vogel studierte sie Musik an der Hochschule in Mannheim. Weiters wurde sie von Leni Neuenschwander (Gesang), Karin Schmidt-Eisener (Flöte) und Hans Vogt (Komposition) unterrichtet. Das Studium schloss sie 1957 ab. Für Klavier war sie vier Jahre, von 1958 bis 1962 Dozentin an der Hochschule in Mannheim. Im Jahr 1962/63 studierte sie bei Harald Genzmer in München. Beim Aufbau des Internationalen Arbeitskreises Frau und Musik e. V. trug sie maßgeblich bei und war Vorstand bis 1981. Weiters gründete sie das Archiv Frau und Musik. Heller organisierte die ersten großen Festivals zum Thema Frau und Musik in Bonn/Köln, zusammen mit der Gründerin des Archivs Frau und Musik und Dirigentin Elke Mascha Blankenburg. Im Institut für Neue Musik und Musikerziehung Darmstadt war sie 1986 Vorstand. Ihre öffentliche Auftritte als Pianistin beendete sie 1989.